# Stan Okoye
Stan Okoye   (Raleigh, 19 de març de 1991) és un jugador de bàsquet nord-americà nacionalitzat nigerià. Amb 1,98 metres d'alçada juga en la posició d'aler.

## Carrera esportiva
Va jugar quatre temporades a l'NCAA amb l'equip de l'Institut Militar de Virgínia. Després de no ser triat en el Draft de l'NBA del 2013, a l'agost va fitxar per l'equip grec del Ikaros Kallitheas B.C., però no va arribar a debutar, i en el mes d'octubre va fitxar pel Elitzur Maccabi Netanya de la lliga israeliana, on va jugar uns pocs partits fins al mes de novembre. En el mes de febrer de 2014 va fitxar pel Perth Redbacks de la State Basketball League, una lliga semiprofessional australiana.
L'agost de 2014 va signar contracte amb el Pallacanestro Varese de la lliga italiana. La temporada següent va canviar d'equip per no de país, fitxant per l'Olimpia Bàsquet Matera de la Sèrie A2, on va romandre fins al mes de febrer de 2016 quan va deixar l'equip per fitxar pel Pallacanestro Trapani, on va acabar la temporada. La temporada 2016-17 va fitxar pel Amici Pallacanestro Udinese. Una temporada després va tornar a les files del Pallacanestro Varese. En el mes de juliol de 2018 es compromet per una temporada amb el Tecnyconta Zaragoza de la lliga espanyola.